# Théâtre gallo-romain de Lisieux
Vous lisez un « bon article » labellisé en 2022.
Le théâtre gallo-romain de Lisieux est un édifice de spectacles de l'époque romaine daté du IIe siècle, situé sur la commune de Saint-Désir, limitrophe de Lisieux dans le département français du Calvados en région Normandie.
Un groupe de ruines localisées sur l'actuelle commune est signalé dès la fin du XVIIe siècle et identifié à tort comme l'emplacement initial de la cité romaine de Noviomagus Lexoviorum. Les recherches récentes penchent désormais pour un quartier périphérique entourant un sanctuaire, comparable en cela à d'autres sites dont celui proche de Gisacum dans le département de l'Eure.
Identifié dans le premier quart du XIXe siècle, l'édifice de spectacles lui-même n'a cependant jamais fait l'objet de fouilles importantes et reste largement méconnu au début du XXIe siècle. Le site est toutefois acquis pour la plus grande partie de son emprise antique par la commune qui l'abrite, ce qui le protège à partir des années 1980, décennie qui voit le classement de l'édifice comme monument historique et l'apparition de velléités de mise en valeur.
En dépit des faibles travaux réalisés sur l'édifice, il est cependant possible de dire qu'il appartient à la catégorie des théâtres à arène permettant l'organisation de spectacles variés, catégorie répandue en Gaule romaine. La date d'abandon de l'édifice n'est pas connue mais la destruction est peut-être due à un incendie, car les couches de destruction observées au XIXe siècle par Arcisse de Caumont indiquent que le monument était au moins partiellement bâti en bois. Il utilise par ailleurs la topographie du site et un ruisseau était situé entre l'orchestra et le mur de scène. La présence d'un tel édifice dans la capitale des Lexoviens est un marqueur de la romanisation de cette partie de la Gaule lyonnaise.

## Localisation

### Localisation durant l'Antiquité

Site antique de Lisieux.

L'oppidum du Castellier, vaste de 200 ha, est situé à 3 km au sud-ouest de Lisieux et est le « probable centre administratif du territoire des Lexovii », aux fonctions diverses, artisanales, commerciales voire religieuses. Les destructions du XIXe siècle ont permis d'observer un murus gallicus.
La cité sous l'Empire romain est très mal connue, du fait de découvertes ponctuelles rendant difficile une « exploitation scientifique des données » et des conditions topographiques différentes des cours de la Touques et de l'Orbiquet. Les édifices de la cité antique sont méconnus, tant le forum que d'autres édifices publics qui n'ont pu être identifiés.
Le site de la cité antique est très étendu, les observations ayant suivi les destructions de la Seconde Guerre mondiale ont mis en évidence une configuration plus ou moins urbanisée « selon la configuration et la salubrité du terrain ». Le site du théâtre-amphithéâtre est localisé à l'est d'un vaste complexe dont il constitue l'unique vestige conservant « des structures importantes ».

### Localisation actuelle

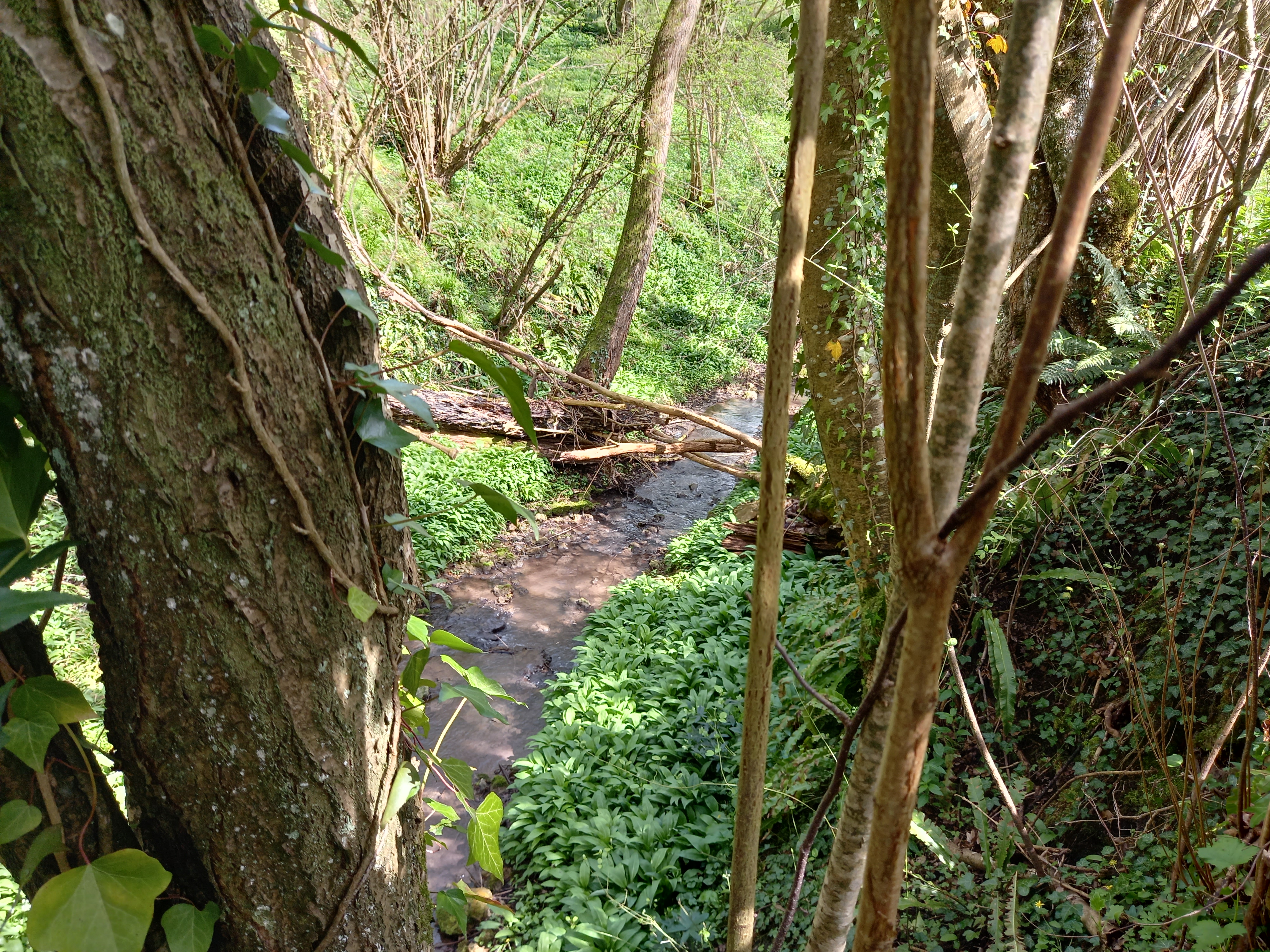
Vue du ruisseau du Merderet derrière la cavea du théâtre.

L'édifice se situe au nord-ouest de la ville actuelle, route du Pré d'Auge, au lieu-dit les Belles Croix (en 1911), lieu-dit la Couture (aujourd'hui), à 1 800 m à l'ouest du centre-ville de Lisieux,,, coincé pour sa partie postérieure entre le ruisseau le Merderet (parfois confondu avec la Tourette) et la départementale D45.
En 1985, les parcelles du site les Belles-Croix sont propriété de la commune de Saint-Désir et la rive gauche du Douet Merderet est propriété privée.

## Histoire

### Histoire antique et médiévale
La ville de Lisieux, nommée Noviomagus Lexoviorum à l'époque romaine, est la capitale du peuple des Lexovii. Les vestiges de la parure monumentale de la ville, tant civils que religieux, semblent dater du IIIe siècle selon François Cottin.
Le site appelé Vieux-Lisieux est un sanctuaire et non une agglomération, comme les travaux de Claude Lemaître ont pu le démontrer dans les années 1980. Ce vaste sanctuaire rural, comparable aux sites de Sanxay, Drevant, le Vieil-Évreux ou Berthouville, est peut-être utilisé dès l'époque gauloise. La superficie du site fait dire à Patrice Lajoye qu'il ne s'agit pas là uniquement d'un sanctuaire mais d'un secteur avec rues et quartiers. Pierre Jeanjean considère pour sa part que le secteur est celui de l'ancienne ville, d'une longueur d'un kilomètre sur 800 m. Le site du Vieux-Lisieux comporte un grand édifice entouré de portiques, un théâtre, un aqueduc, une pile maçonnée, un éperon surplombant le ruisseau du Merderet et des rues larges de 10 m à 15 m. Certains vestiges retrouvés au Vieux-Lisieux présentent des analogies avec des éléments identifiés comme des hostelleries à Sanxay et sont trop grands pour être des éléments d'habitation.
L'histoire de l'édifice et de son évolution dans l'Antiquité est difficile à préciser en l'absence de fouilles. Situé à 1 800 m à l'ouest de la ville moderne, l'édifice de spectacles est construit au IIe siècle ou au IIe-IIIe siècle,, et de type mixte, fréquent en Gaule romaine, à la fois théâtre et amphithéâtre,. Les spectacles accueillis relevaient à la fois de la gladiature et du théâtre, outre des fêtes religieuses de tradition indigène. Les combats de gladiateurs ou de gladiateurs avec des animaux pouvaient avoir lieu dans l'orchestra. Un des deux aqueducs attestés à Noviomagus par François Cottin se trouvait au nord-ouest de la ville de Lisieux, sur le territoire de Saint-Désir.
Un tesson de céramique datable du IIe siècle a été découvert dans le mortier de l'édifice et à cette époque la cité « subit une monumentalisation spectaculaire ». Les parties de l'édifice en bois ont dû être la proie des flammes car Arcisse de Caumont souligne une épaisseur de charbon et de « terres noires ». Les destructions semblent toucher la ville, selon François Cottin, vers le milieu de la seconde moitié du IIIe siècle. L'édifice de spectacles a peut-être été restauré à la suite de ces destructions.
Le ruisseau traversant l'édifice à l'époque contemporaine était canalisé dans le passé, et d'un débit plus important selon Raymond Lantier. D'après Pierre Jeanjean, qui reprend les écrits de l'abbé Simon, le cours de ce ruisseau correspond aux anciennes entrées permettant d'accéder aux gradins « par deux couloirs voûtés assez longs ».
Au XIIe siècle, une ferme est construite sur les structures du mur de scène avec des matériaux récupérés du théâtre,.

### Depuis leXVIIIesiècle: redécouverte et identification du site
Le site de l'édifice est découvert une première fois en 1770 et quelques sondages ont lieu, mais sans en comprendre l'importance, par l'ingénieur des ponts et chaussées Hubert. À l'occasion de travaux de voirie pour le tronçon entre Lisieux et Caen, de l'actuelle départementale 613, l'ingénieur cherche du matériau de remblai et les habitants du lieu informent les autorités de la disponibilité de pierres taillées en quantité : Hubert découvre à cette occasion des arcades voûtées. Il découvre également des rues larges de 10 m à 15 m, des édifices et fait lever un plan général du site. Des fragments architecturaux sont alors retrouvés, ainsi que des monnaies de Vespasien, Titus, Trajan, Marc-Aurèle, Commode et Constantin. Hubert récupère 4 000 m3 de matériaux. Le mémoire qu'il en rédige est oublié jusqu'en 1802.
Le site avait été auparavant visité au XVIIe siècle par Nicolas-Claude Fabri de Peiresc à qui les populations locales avaient indiqué que se trouvaient sur le site de « vieilles masures antiques ».

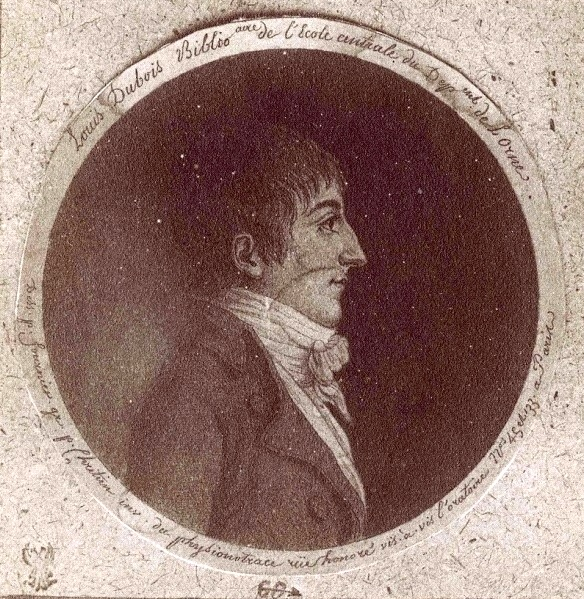
Louis Du Bois (1773-1855);
portrait (physionotrace) de Fournier et Chrétien.

C'est Louis Du Bois qui, le 18 mai 1818, redécouvre les vestiges de l'édifice de spectacles et qui est le premier à l'identifier correctement,. François Cottin indique que personne ne cherche alors à dater la construction. Des fouilles ont lieu également sous sa houlette en 1820 et il en dresse un plan. Arcisse de Caumont, à qui du Bois signale l'édifice
, lui attribue une forme d'amphithéâtre. Le même ne considère pas invraisemblable que l'édifice ait pu accueillir des naumachies. La société des antiquaires de Normandie affecte des fonds aux fouilles de l'édifice, mais celles-ci n'ont pas lieu, vu la difficile manutention de la terre et le coût d'indemnisation des agriculteurs pour le dépôt des déblais « sur des pièces en herbe d'un bon rapport ».

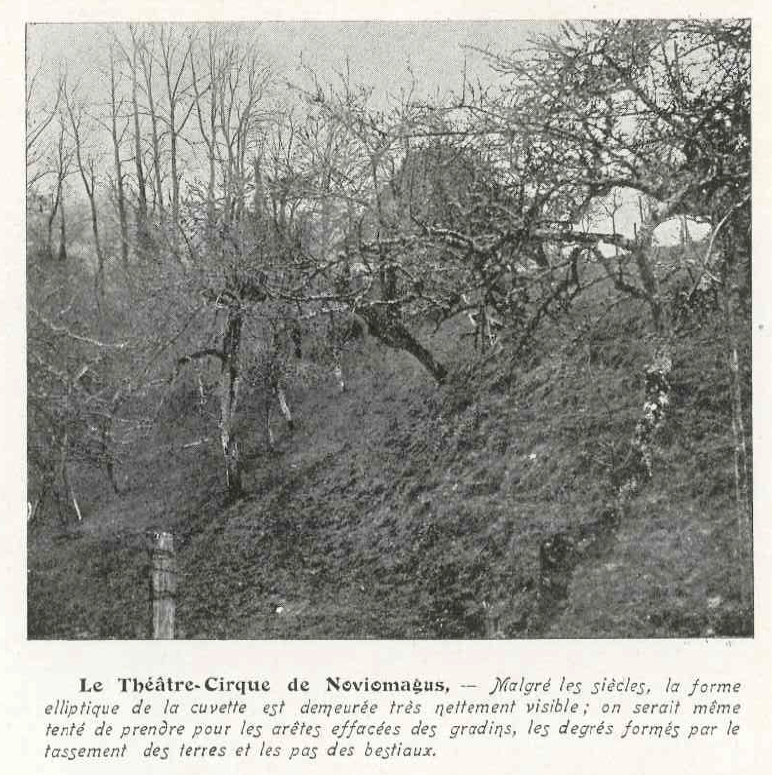
Vue du site au début du XXe siècle.

Le site du théâtre est alors abandonné; il est à nouveau fouillé par messieurs Alexandre et Henri Moisy en 1874, mais les vestiges dégagés ne permettent pas de lever un plan de l'édifice.
Le site est couvert d'herbes et de pommiers au début du XXe siècle et un plan en courbes de niveau est alors levé. Après cette date, le site est laissé à l'abandon et une maison est construite dessus, reposant « en partie sur la maçonnerie antique » et comprenant de « longues briques plates typiquement romaines » dans ses murs.
Le site n'a jamais fait l'objet de fouilles scientifiques, uniquement « quelques sondages jamais publiés » en particulier vers 1927 ou 1928 réalisés par l'abbé Simon, « ancien président de la société historique de Lisieux ». Un des propriétaires a retrouvé in situ des fûts de colonnes.
Des pommiers sont signalés sur le site au début des années 1970. Il est recouvert d'herbages ou de plantes au début des années 1980. Le site du théâtre gallo-romain est acquis par la commune de Saint-Désir en 1979 et bénéficie du classement au titre des monuments historiques le 21 décembre 1984. Des travaux de restauration sont réalisés par une association de bénévoles en 1984-1985 sur les bâtiments d'habitation datés des XVIIIe et XIXe siècles. Un festival musical est organisé sur le site en juillet 1984, la question des fouilles éventuelles est ainsi posée alors que « les vestiges dormant sous la terre ne sont nullement menacés de destruction » : les recherches risquent de mutiler l'édifice faisant l'objet d'une protection, et les murs dégagés risquent d'être détruits par une exposition aux éléments. Le site est toutefois menacé par les « passages réguliers de pilleurs équipés de détecteur de métaux » ; en 1995, un terrain de volley-ball est même envisagé sur les vestiges.

## Description

### Site méconnu

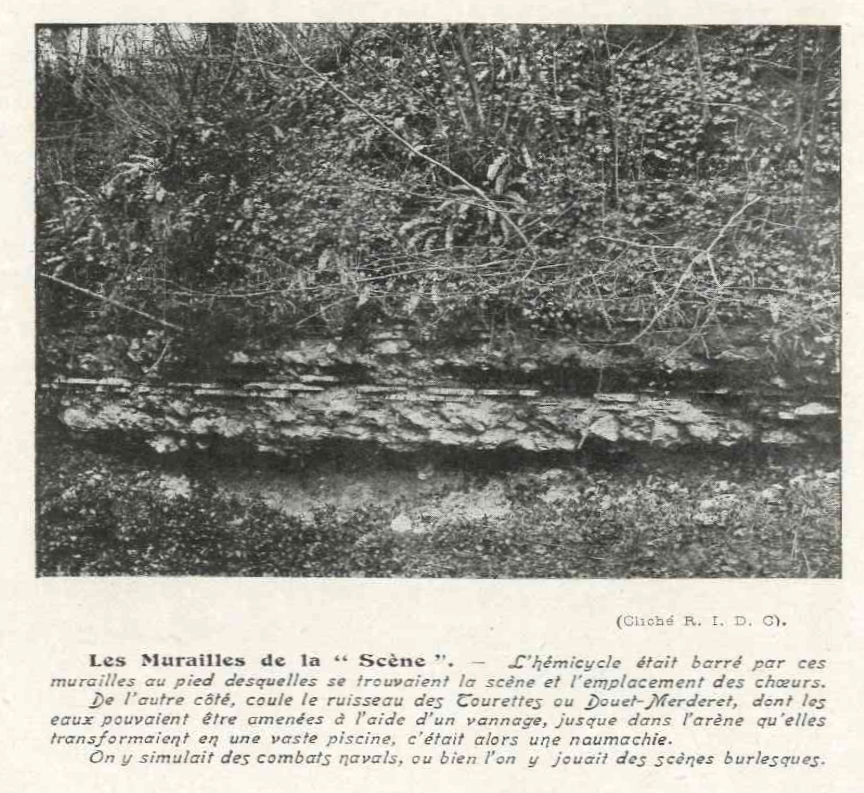
Vue du mur de la scène sur une photographie ancienne.

Le théâtre faisait partie d'un ensemble de constructions gallo-romaines réparties des deux côtés de la route du Pré-d'Auge (départementale D151), aux différents lieux-dits des Tourettes, des Fénèbres, de la Couture, etc, découvertes au XIXe siècle. Louis Du Bois identifie le site comme celui d'un théâtre « classique » mais Arcisse de Caumont interprète l'édifice comme un théâtre mixte, lieu dans lequel pouvaient avoir lieu tant des spectacles théâtraux que ceux nécessitant une arène.
Le site n'a pas fait l'objet de fouilles et ses dimensions précises sont donc inconnues. Sur la rive droite du Merderet sont visibles dans les années 1980 des murs en petit appareil avec arases de briques.
La forme de l'édifice se devine par le relief du terrain, qui a été utilisé pour sa construction. En Gaule romaine, les théâtres utilisent le relief naturel dans la mesure du possible. L'édifice a conservé « une part importante de son volume » et a été évoqué l'espoir de la « présence de substructions importantes ».

### Configuration générale
Les théâtres gallo-romains possèdent des plans divers et leur architecture, « relativement économique », dépend des ressources locales et les commanditaires ont pu faire réaliser tous les éléments nécessaires à un tel édifice de spectacles.
La cavea forme une ellipse, et comporte un important dénivelé. La partie supérieure, summa cavea, devait comporter deux murs épousant la forme de l'édifice et servant à la circulation. Dans la cavea on devait trouver des murs radiants. « Les travaux les plus considérables en maçonnerie ont été faits aux deux extrémités »
.

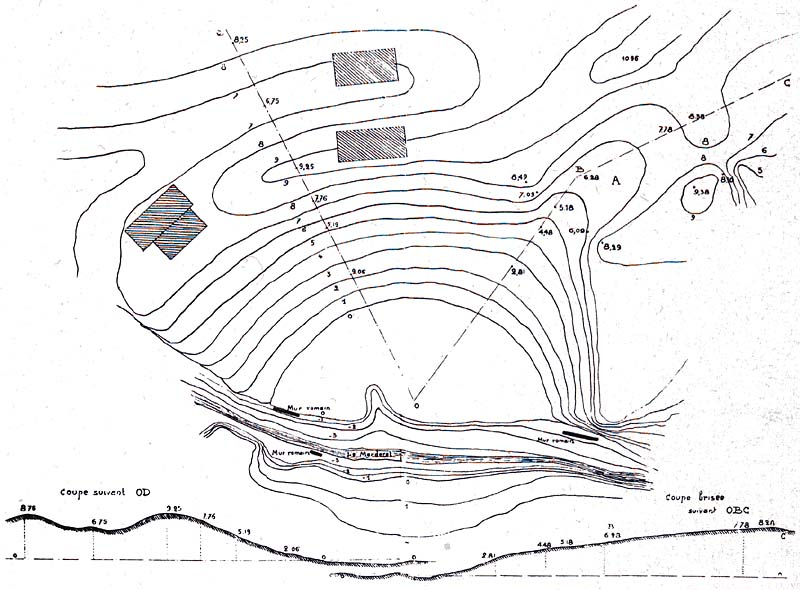
Plan en courbes de niveau du théâtre gallo-romain du Vieux-Lisieux (nord vers le bas).

L'édifice occupe le fond du vallon au bord du ruisseau le Merderet. L'hémicycle et les gradins s'appuient sur le flanc du coteau, tandis que la scène et ses dépendances se trouvent de l'autre côté du ruisseau, dont on a retrouvé les fragments.

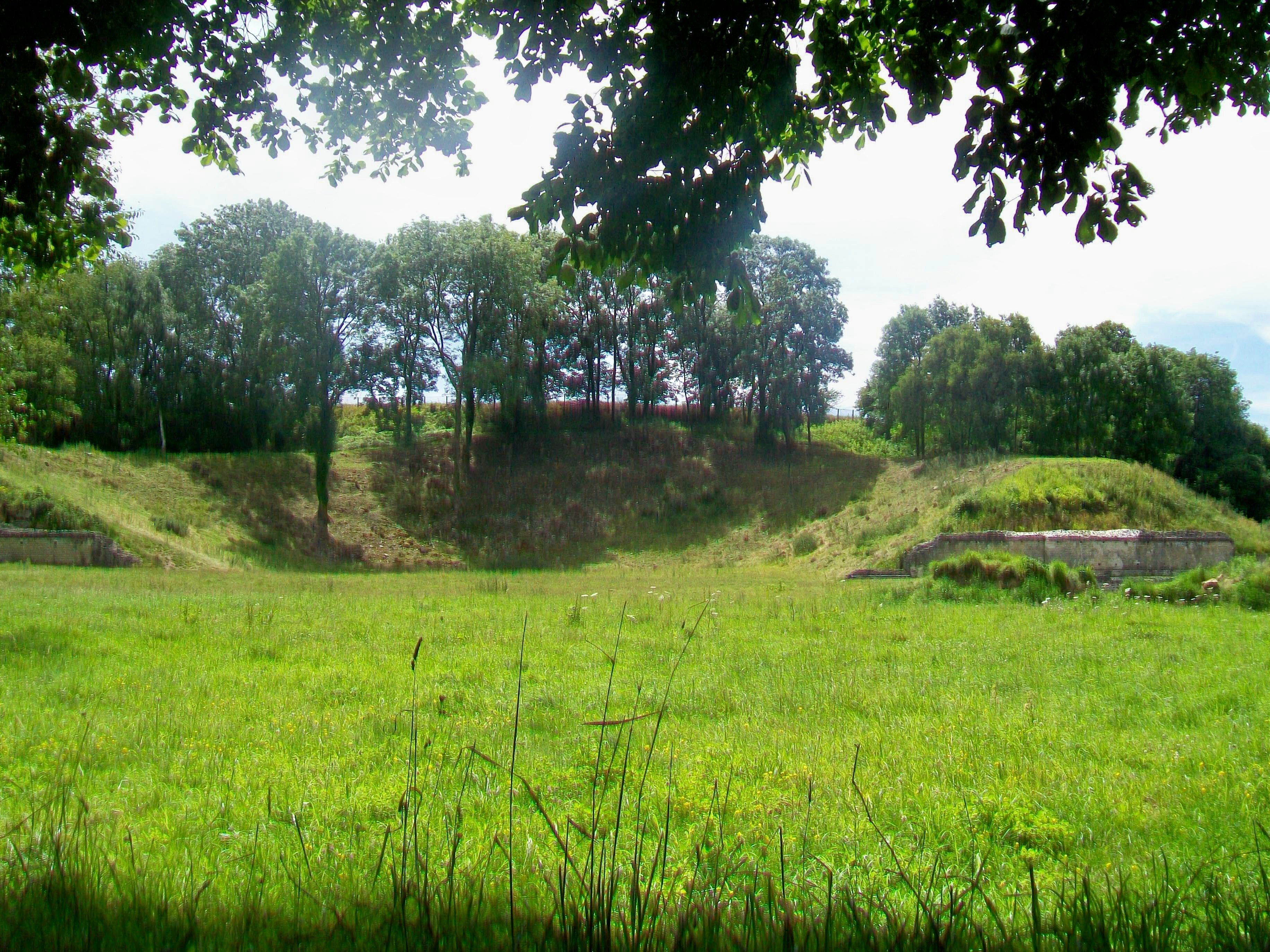
Vue générale du site du théâtre de Genainville.

Les gradins étaient attribués selon « un protocole minutieux » : les premiers rangs étaient destinés alors aux prêtres, magistrats et citoyens, des espaces étaient en outre réservés aux femmes et aux esclaves. Les gradins sont signalés au début du XXe siècle sous une profondeur de 0,30 m à 0,35 m de terre végétale. Des sondages réalisés à la même date dans l'orchestra n'ont pas permis de retrouver des traces de maçonnerie. On ignore si les gradins étaient en pierre ou en bois, même si dans les théâtres liés aux sanctuaires les gradins étaient souvent « un simple glacis de terre gazonnée ». À Genainville des gradins de pierre ont été retrouvés.

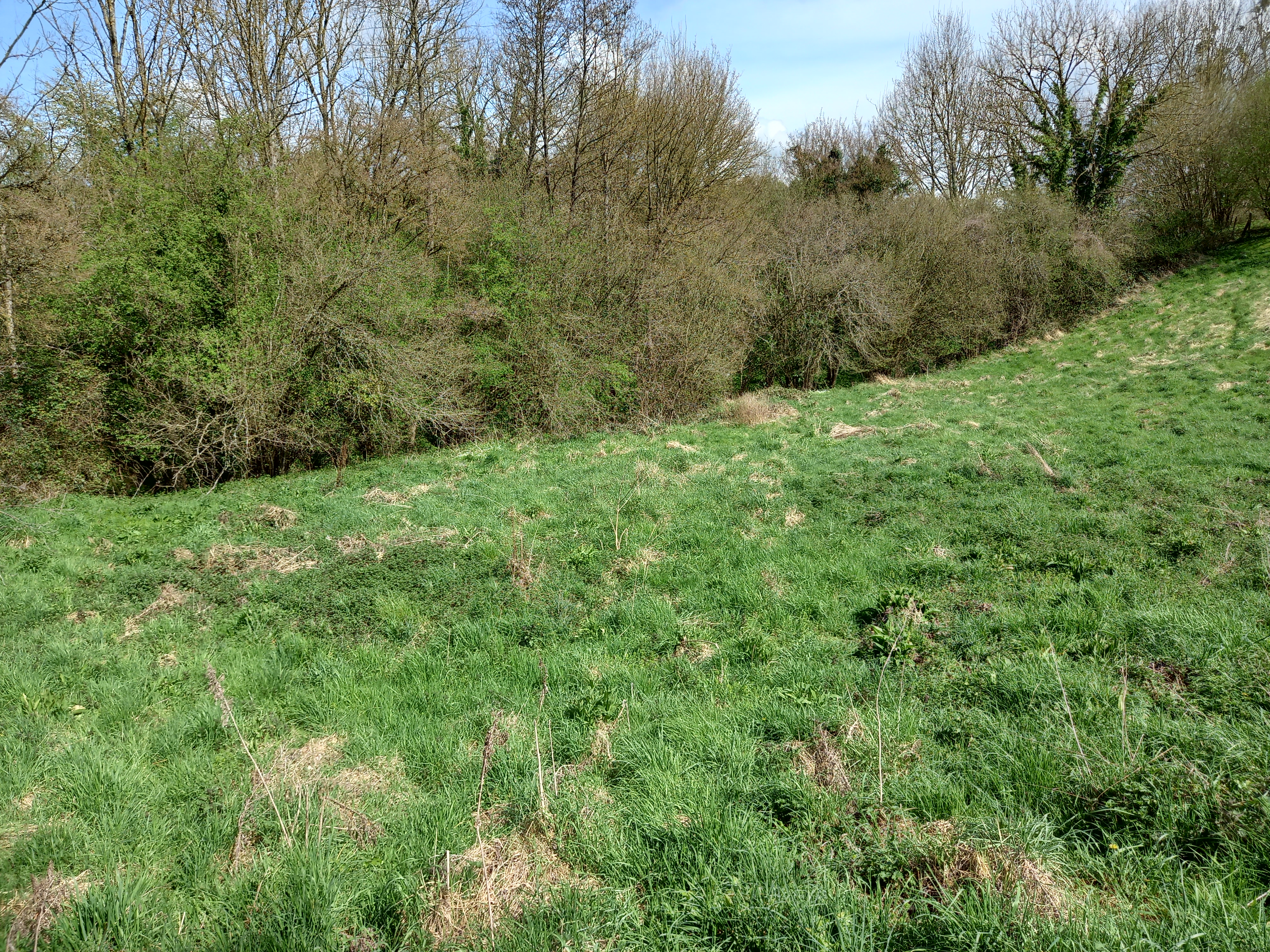
Vue de l'orchestra.

La scène est sur la rive gauche du ruisseau. Le mur de scène devait être aussi élevé que les gradins les plus hauts. Le frons scaena est généralement mal conservé car accessible aux récupérateurs de matériaux. Au théâtre de Briga la frons scaenae comportait des colonnes et une inscription de 11 m. À Lisieux, la partie de l'édifice est située de chaque côté des deux rives du ruisseau et les vestiges ne sont sans doute pas exceptionnels.
Il est construit « en petit appareil et brique », composé d'assises alternées de cailloux liés par un bon ciment et de larges briques,, des « lits de moellons alternant avec deux chaînages de longues dalles de terre cuite, le tout lié d'un mortier à la chaux d'excellente qualité ».
L'avant-scène était peut-être en bois. François Cottin attribue trois phases à la construction de l'édifice, avec l'usage d'un appareil avec chaînage de briques et mortier blanc, un autre appareil avec mortier rose et une autre phase avec des briques et mortier rose.
Arcisse de Caumont lui confère la taille de 68 m sur 40 m et l'abbé Simon 109 m. Les dimensions mesurées au début du XXe siècle par Raymond Lantier sont approximativement de 68 m par 48 m mais excluent l'enceinte extérieure de l'édifice, la frons scaenae et la partie rejoignant front de scène et hémicycle. Selon Pierre Jeanjean l'édifice avait une longueur de 43 m. Claude Lemaître lui attribue environ 100 m sur 70 m.

### Adaptation à la topographie

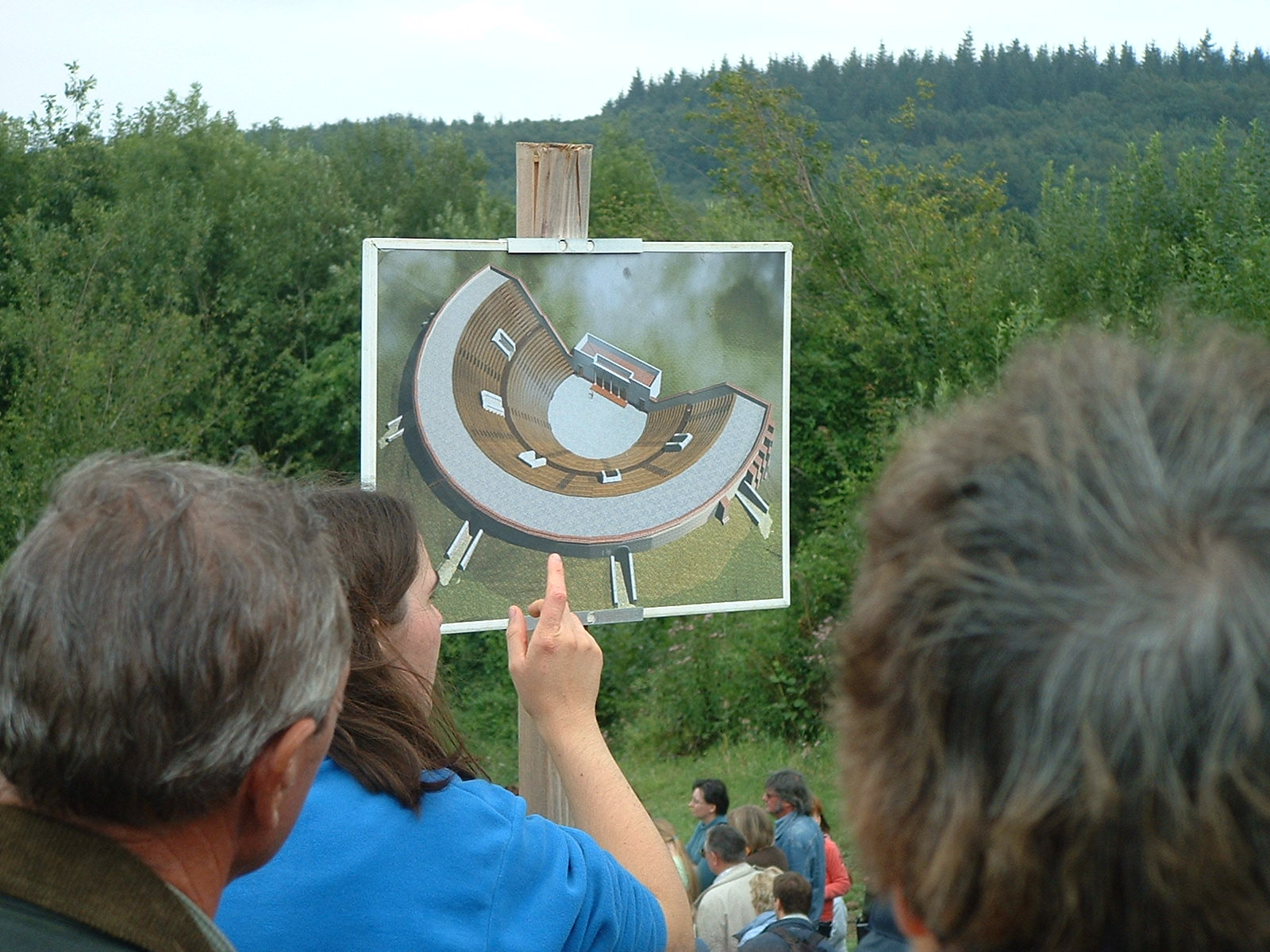
Présentation d'une infographie du théâtre de Briga dans l'actuelle Seine-Maritime en 2006.

La topographie du site nécessite des travaux de maçonnerie aux extrémités du fait de la différence de niveau, au moyen d'arcades encore visibles à la fin du XVIIIe siècle. Les caves signalées par les premiers observateurs étaient « un type de contrefort interne, en hémicycle » servant de mur de soutènement.
Le théâtre présente la particularité d'être construit par-dessus le cours d'eau, autrefois canalisé et large de 3 m, et a nécessité de grands travaux de maçonnerie, sous forme d'arches maçonnées, pour compenser les différences de niveau au creux du vallon. Les arcades avaient comme objectif de soutenir les gradins.

## Interprétation

### Destination incertaine
Le théâtre de Vieux « rappelle étonnamment » celui de Lisieux d'après Pierre Jeanjean.

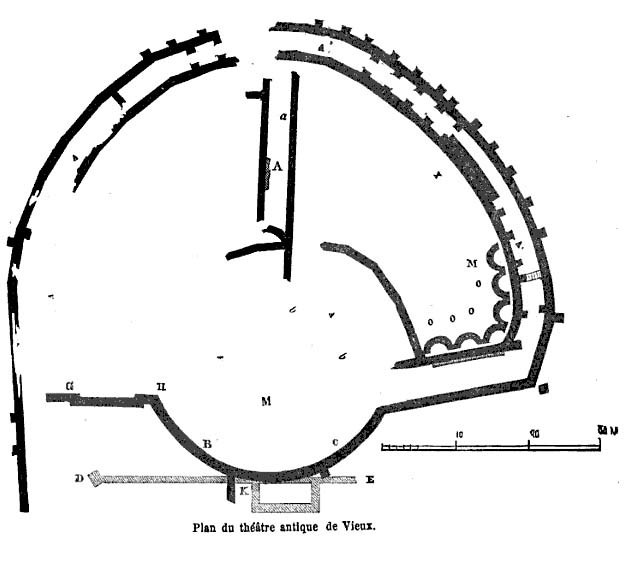
Plan levé au théâtre gallo-romain de Vieux par la Société des antiquaires de Normandie.

La destination de l'édifice « reste incertaine ». Les formes d'édifices de spectacles connus jusqu'à présent, théâtres et amphithéâtres, sont très peu utilisées et un nouveau type est créé alors , répandu en Gaule romaine hors Gaule Narbonnaise,, des théâtres-amphithéâtres appelés théâtre gallo-romain . Ce type d'édifice polyvalent permettait d'éviter la construction d'« un nouvel édifice onéreux ».
Le type d'édifice est la preuve de la capacité d'adaptation locale de modèles importés. L'édifice devait être proche des édifices situés à Lillebonne ou à Lutèce même si chaque édifice était lié au terrain et aux financements disponibles.

### Élément d'un vaste sanctuaire rural?
Les théâtres pouvaient parfois s'inscrire dans un contexte religieux. Les théâtres gallo-romains sont liés pour « la plupart » à des sanctuaires et les autres appartiennent à des agglomérations secondaires. Les théâtres bâtis en relation avec un sanctuaire étaient associés soit au maintien d'un lieu de culte préexistant soit à une fondation d'époque romaine.
Les spectacles pouvant se dérouler dans les édifices mixtes sont méconnus, même s'ils devaient, outre une composante de divertissement, servir de cadre aux cérémonies sacrées.
Les travaux de Claude Lemaître ont mis en évidence la présence d'éléments d'un sanctuaire rural sur le site du Vieux-Lisieux. Le théâtre serait en quelque sorte « le complément du sanctuaire ».
Le sanctuaire rural situé à quelques kilomètres de la ville ne serait pas un cas unique, le Vieil Évreux étant situé à 7 km. Une configuration similaire théâtre-sanctuaire serait aussi présente à Autun.

### Élément emblématique du processus de romanisation
| - Vue aérienne du théâtre romain de Lillebonne. - États successifs du même édifice. |

Les Romains ont apporté les spectacles qu'ils appréciaient dans l'espace de la future Normandie. L'adoption du théâtre est « un exemple de la romanisation de la Gaule et des facultés d'intégration des populations romanisées ». L'édifice a pu comporter des gradins spécifiques placés autour de l'orchestra et réservés aux notables.
Le coût de la construction de l'édifice était très élevé et l'impact sur le paysage urbain était important : un théâtre est « un monument de prestige, une construction ostentatoire ». Les édifices étaient souvent payés par de riches évergètes, principalement par des magistrats locaux.
Les vestiges ne semblent pas liés à « l'antique cité des Lexoviens ». Raymond Lantier en 1911 souhaitait « qu'un jour des travaux méthodiques y fussent entrepris, particulièrement à l'entrée, sur la butte de terres rapportées et vers les bords du Merderet ». Un siècle après, son vœu n'a pas encore été exaucé.

### Ouvrages généraux
- Arcisse de Caumont, Cours d'antiquités monumentales, Paris, Derache, 1838, 442-445 p. (lire en ligne). .
- Florence Delacampagne, Carte archéologique de la Gaule, 14. Le Calvados, Paris, Éd. de la Maison des sciences de l'homme, 1990, 166 p. (ISBN 2-87754-011-1). .
- Élisabeth Deniaux, Claude Lorren, Pierre Bauduin et Thomas Jarry, La Normandie avant les Normands, de la conquête romaine à l'arrivée des Vikings, Rennes, Ouest-France, 2002, 435 p. (ISBN 2-7373-1117-9). .
- Jean-Claude Golvin, L'amphithéâtre romain : essai sur la théorisation de sa forme et de ses fonctions, vol. I et II, Paris, De Boccard, 1988, 227-229 p. (BNF 36148876).
- Jean-Claude Golvin, Le théâtre romain et ses spectacles, Lacapelle-Marival, Archéologie nouvelle, 2013, 153 p. (ISBN 979-10-91458-06-1). .
- Jean-Claude Golvin, L'amphithéâtre romain et les jeux du cirque dans le monde romain, Lacapelle-Marival, Archéologie nouvelle, 2012, 153 p. (ISBN 978-2-9533973-5-2). .
- (en) Frank Sear, Roman theatres : An architectural study, Oxford, Oxford University Press, 2006, 609 p. (ISBN 978-0-19-814469-4, lire en ligne). .
- Collectif, Le patrimoine des communes du Calvados, Paris, Flohic, 2001, 1715 p. (ISBN 2-84234-111-2). .

### Ouvrages sur Lisieux antique ou sur le théâtre
- Bernard Mandy et Christian Pilet, Lisieux avant l'an mil : Essai de reconstitution, Lisieux, Ville de Lisieux, 1994, 136 p. (ISBN 2-9508063-1-7). .
- François Cottin, « Noviomagus Lexioviorum des temps les plus anciens à la fin de l'époque romaine », Bulletin de la Société des antiquaires de Normandie, vol. LIII, nos 1955-1956,‎ 1957, p. 169-196. . (tiré à part édité à Lisieux en 1957, 31 p.)
- Pierre Jeanjean, « Le théâtre romain de Lisieux », Le Pays d'Auge, vol. Février, no 2,‎ 1971, p. 22-26. .
- Patrice Lajoye, Religions et cultes à Lisieux (Normandie) dans l'Antiquité et au haut Moyen Âge, 2012. .
- Raymond Lantier, « Le théâtre gallo-romain de Vieux-Lisieux », Bulletin archéologique du Comité des travaux historiques et scientifiques,‎ 1911, p. 332-334 (lire en ligne, consulté le 1er mai 2022). .
- Claude Lemaître, « À propos du théâtre gallo-romain du Vieux-Lisieux », Le Pays d'Auge, vol. avril, no 4,‎ 1985, p. 9-16. .
- Claude Lemaître, « Lisieux dans l'Antiquité », Art de Basse-Normandie, nos 89-90-91,‎ 1984-1985, p. 12-29. .